# Stomatopoda
Crevette-mante, Mante de mer, Squille
Sous-classe
Ordre
Classification phylogénétique
Stomatopoda (les crevettes-mantes, mantes de mer ou squilles) est un ordre de Crustacés, le seul ordre actuel de la sous-classe des Hoplocarides (les stomatopodes se distinguent des ordres d'hoplocarides aujourd'hui disparus par le fait que leur carapace ne couvre pas entièrement leur thorax). Ce sont des prédateurs caractérisés par des pattes ravisseuses très perfectionnées et dotés d’une vision exceptionnellement élaborée. Cet ordre comprend 17 familles environ, dont la famille des Squillidae (Linnaeus) et celle des Lysiosquillidae (Giesbrecht, 1910), et regroupe à ce jour plus de quatre cents espèces reconnues.

## Description

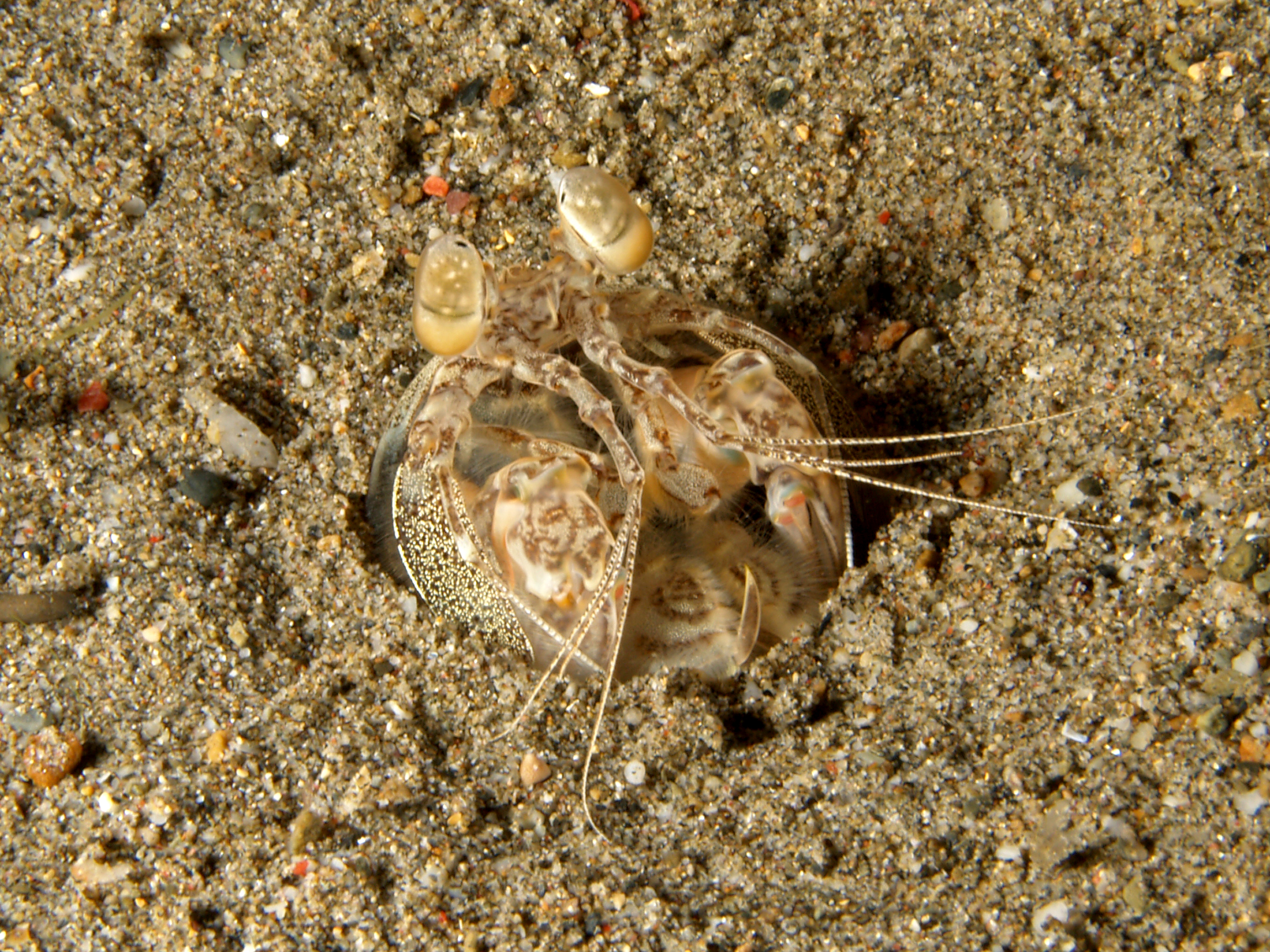
Lysiosquilla tredecimdentata.

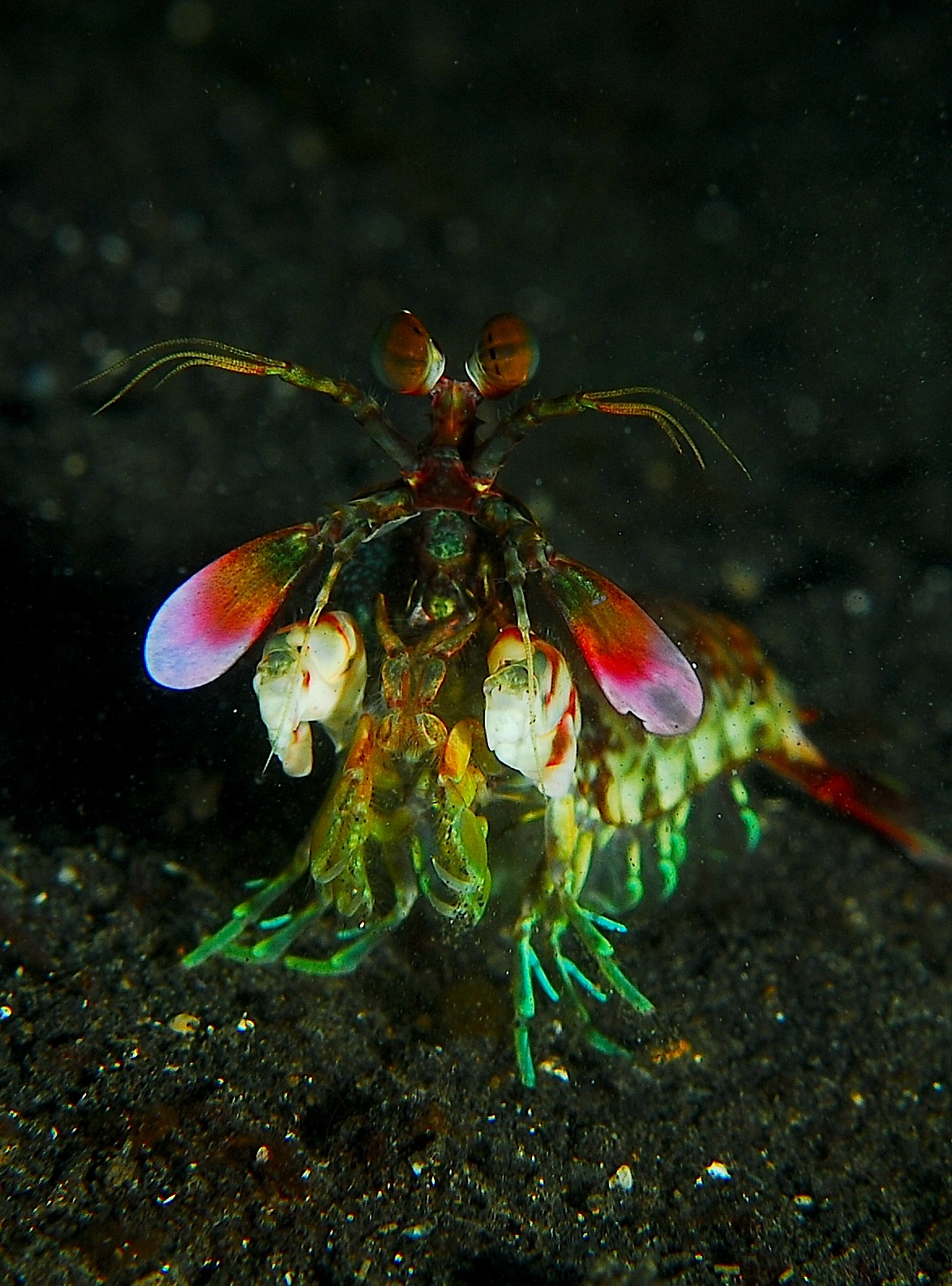
Lysiosquilla maculata.

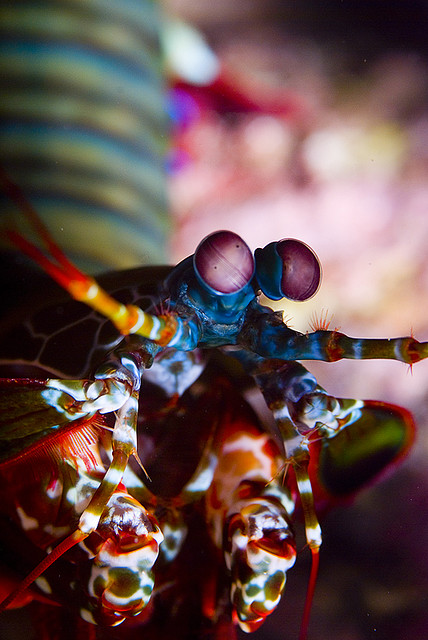
Odontodactylus scyllarus.

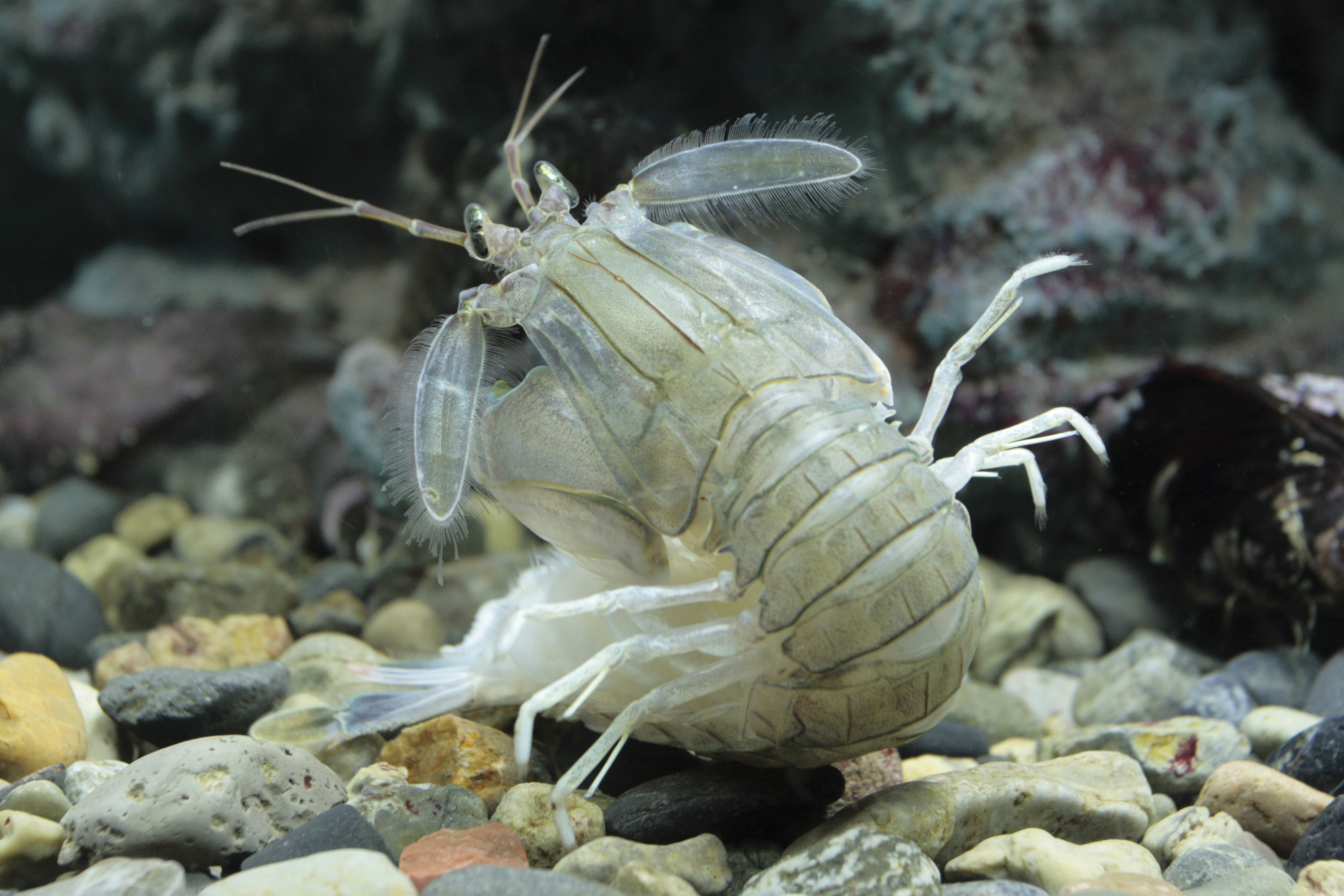
Oratosquilla oratoria.

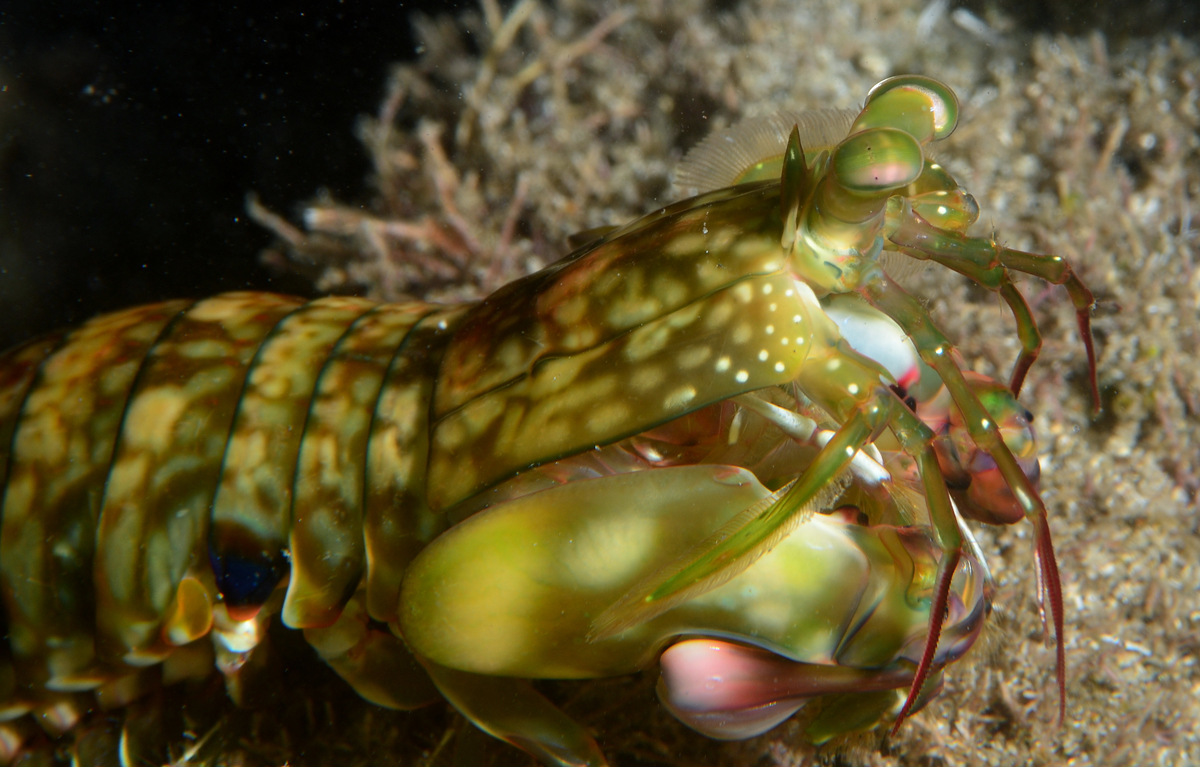
Squille à ocelles orange (Gonodactylus platysoma).

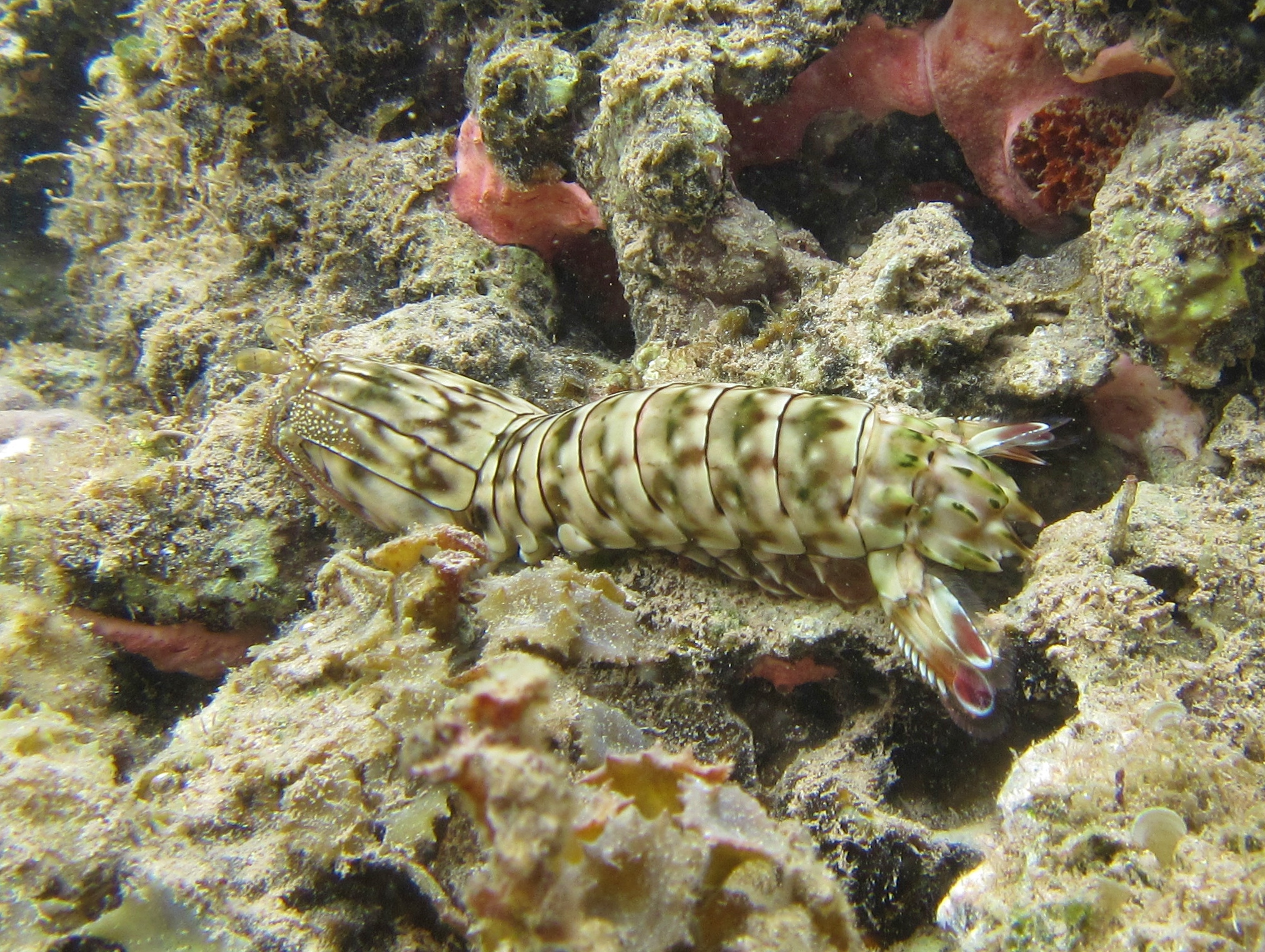
Gonodactylus chiragra, une espèce commune dans l'océan Indien.

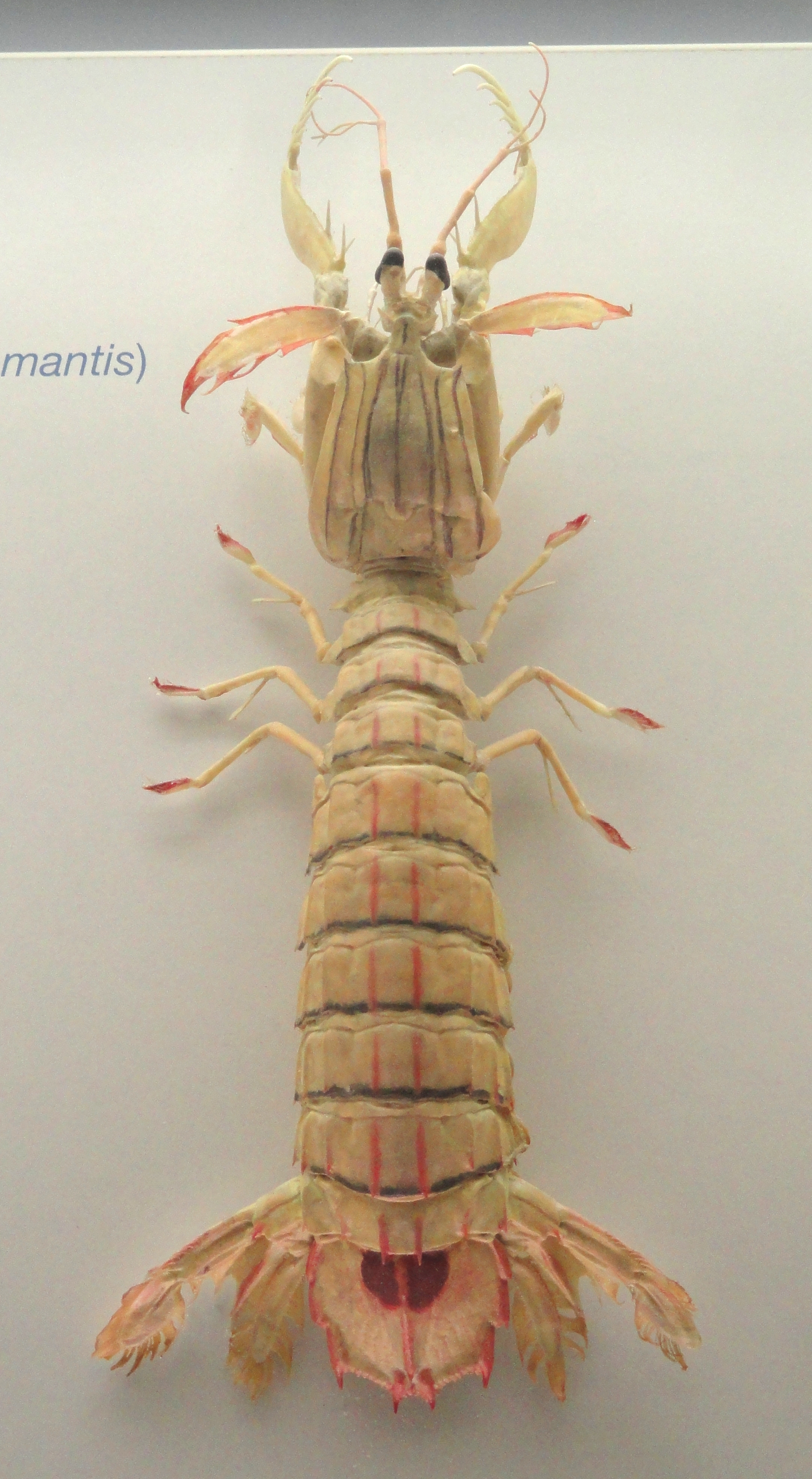
Squilla mantis.

Les squilles ont un corps allongé qui rappelle celui des langoustes, avec une épaisse carapace dorsale composée de plaques métamérisées. La queue (« telson ») est composée de plusieurs articles pouvant s'ouvrir en éventail, fournissant ainsi une large nageoire pour une nage rapide. Les yeux à facettes, relativement gros, sont situés au bout de longs pédoncules pour permettre une vision à 360° ; ils sont très visibles, et de près ils montrent une structure complexe en trois parties pourvues chacune d'une pupille indépendante. Elles possèdent de grandes antennules triramées (terminées par trois « fouets »), et sous la tête un couple d'écailles antennaires larges et plates, articulées, souvent vivement colorées. Leur taille est comprise entre trois et dix-huit centimètres, la plus grande espèce étant sans doute Lysiosquillina maculata.
Les squilles sont surtout reconnaissables à leurs pattes typiques, qui évoquent celles de la mante religieuse - d'où leur autre nom de « mantes de mer ». Très puissantes et très rapides, ces pattes peuvent être de deux types : massives, lestées de massues calcaires capables de briser coquilles et carapaces, ou ravisseuses, plus minces et garnies d'éperons effilés pour harponner des proies au corps mou.
Suivent ensuite trois paires de pattes pseudo-ravisseuses (maxillipèdes) très polyvalentes, sous le thorax trois paires de pattes locomotrices péréiopodes, et enfin sous l'abdomen cinq paires de pattes locomotrices et nageuses (pléopodes), portant les branchies.

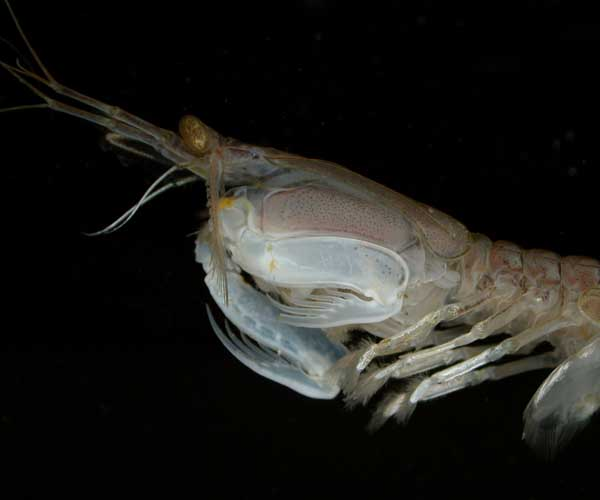
Squilla mantis, une espèce ravisseuse.
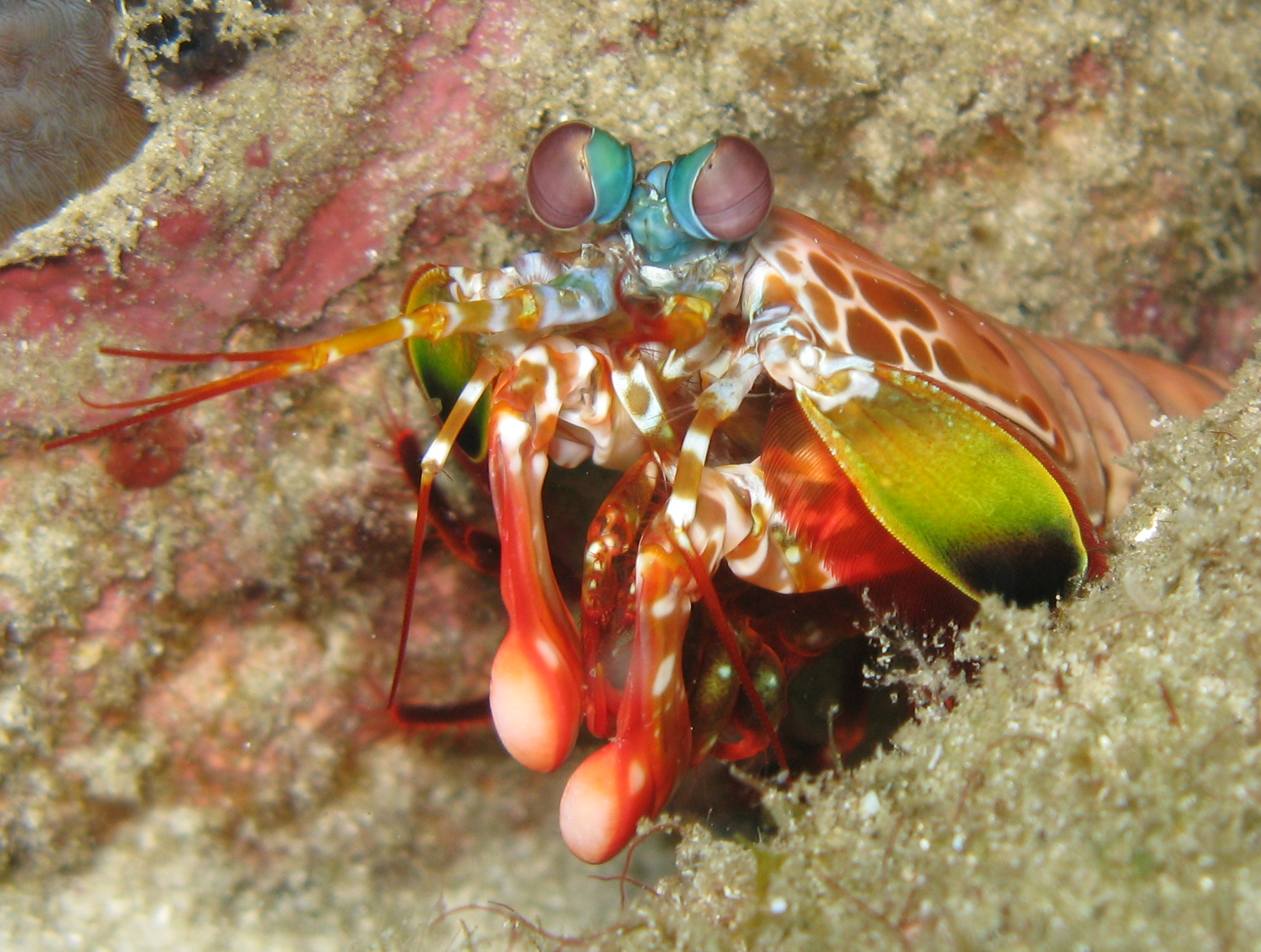
Odontodactylus scyllarus, une espèce frappeuse.
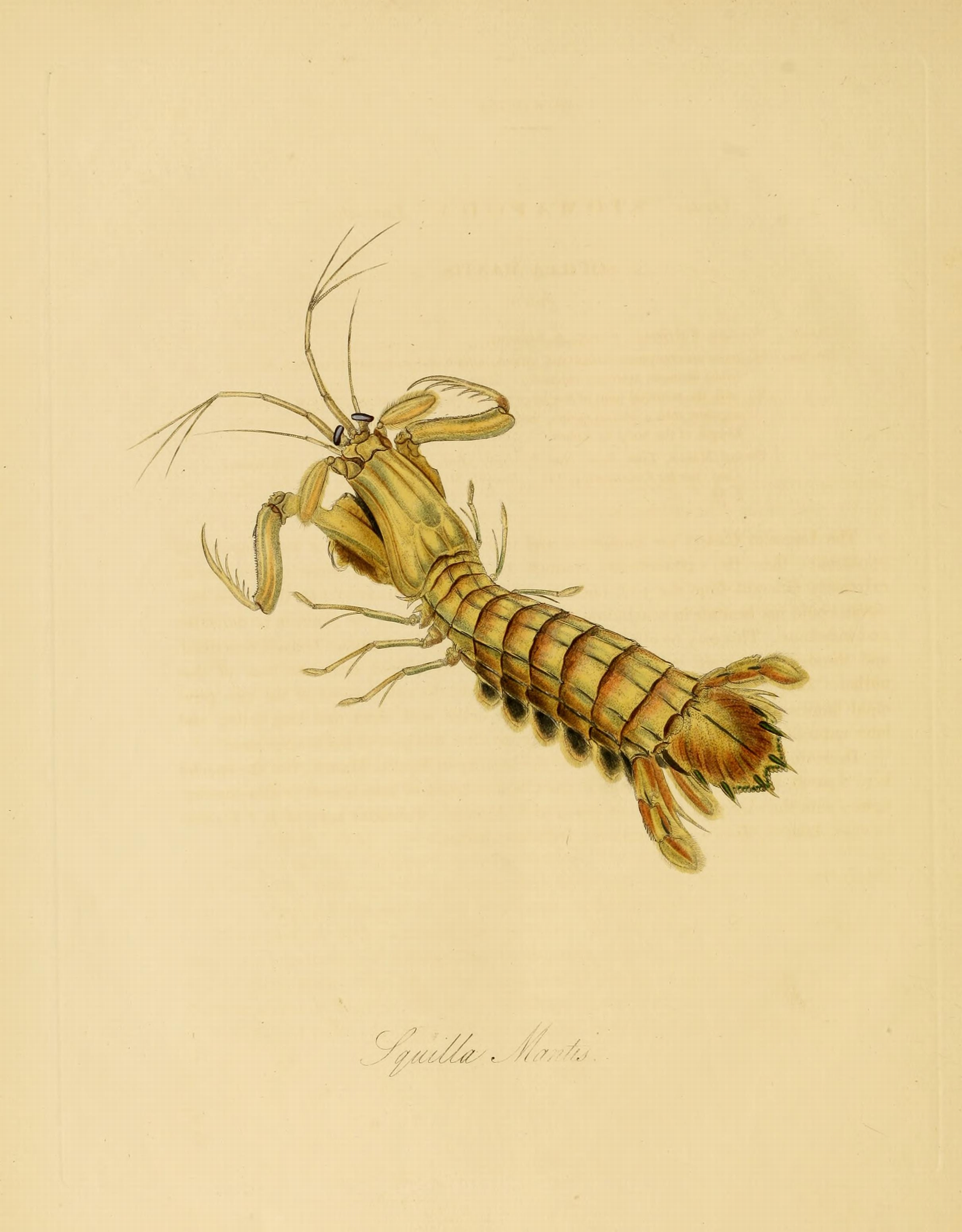
Dessin naturaliste d'une espèce ravisseuse, Squilla mantis.

## Biologie

### Mode de vie
Ce sont des animaux solitaires, qui vivent la majeure partie du temps dans un trou dans le sable ou la roche, d'où dépassent uniquement leurs yeux pour scruter l'environnement. Quand une proie passe à proximité, elles se jettent dessus brutalement, selon une méthode qui dépend de l'espèce et du type de proie. En conséquence, ce sont des animaux relativement cryptiques, et assez rarement observés (surtout les petites espèces nocturnes), même si certaines espèces tropicales spectaculaires comme la Squille multicolore (Odontodactylus scyllarus) sont mieux connues.
Quand ils se sont déplacés à la recherche de nourriture ou d'un partenaire, les stomatopodes rentrent au nid en ligne droite en s'orientant grâce à l'azimut solaire quand le soleil est visible, à la polarisation de la lumière par temps partiellement nuageux et à des moyens idiothétiques (en) par temps couvert ; cette intégration de chemin est le premier cas démontré chez un organisme entièrement marin.
La reproduction est sexuée, et les femelles incubent leurs centaines d'œufs en les tenant contre leur thorax au moyen de leurs pattes maxillipèdes et d'un mucus collant. Reproducteurs prolifiques, suivant les espèces les stomatopodes peuvent se reproduire plus d'une trentaine de fois au cours de leur vie. La séduction du partenaire se fait par des comportements nuptiaux assez complexes, dépendant des espèces, débouchant sur des couples dont la durée peut varier du simple accouplement à la monogamie fidèle (comme chez le genre Pullosquilla).

### Capacités cognitives
En 2017 une étude portant sur le cerveau de 200 crustacés (dont des crabes, des crevettes et des homards) conclut que le cerveau de Gonodactylus smithii (en) est plus complexe qu'on ne le pensait ; il abrite en effet des centres mémoriels et d'apprentissage (dénommés mushroom bodies) qui n'avaient jusqu'alors été repérés que chez certains insectes. Des structures similaires ont été mises en évidence par la même étude chez des espèces proches (Crevette nettoyeuse, Crevette-pistolet, Paguroidea ; toutes espèces qui chassent solitairement sur de longues distances). Cette découverte remet en cause l'idée jusqu'alors admise que ces structures cérébrales étaient apparues chez les insectes, et donc après la divergence des lignées d'insectes d'avec les lignées de crustacés, il y a environ 480 millions d'années,.
Les stratégies de navigation des stomatopodes (intégration de chemin et méthodes d'orientation) ressemblent étroitement à celles des insectes navigateurs, ce qui ouvre une nouvelle voie pour la compréhension de la base neurale des comportements de navigation et de l'évolution de ces stratégies chez les arthropodes (et potentiellement chez d'autres animaux).

### Yeux
La mante de mer est dotée d’une des meilleures visions connues, grâce à un système visuel des plus sophistiqués, si ce n'est le plus sophistiqué de tout le règne animal.
- Les yeux bougent en pivotant indépendamment l'un de l'autre sur une amplitude offrant une vision à 360°.
- Chaque œil est composé de trois sections, qui ont chacune une pseudo-pupille indépendante. Leurs fonctions étant similaires à celles des pupilles humaines, elles permettent à l’animal de réaliser une triangulation de l'objet visualisé, et de connaître avec précision sa distance et sa profondeur, en n'utilisant qu'un seul œil : une cornée en trois bandes donne à chaque œil une vision tridimensionnelle, en relief.
- Les yeux sont également particulièrement développés pour voir la lumière polarisée circulairement, en la convertissant en polarisation linéaire[1],[7]. Cela permet notamment aux squilles de communiquer avec leurs congénères en produisant elles-mêmes de la lumière polarisée. Certaines espèces très territoriales peuvent ainsi indiquer à leurs semblables que leur cachette est occupée, ce qui permet d'éviter une confrontation[8].
- La capacité des squilles à voir les couleurs est tout à fait exceptionnelle :
  - chaque œil (ommatidie) dispose de 16 cônes[réf. nécessaire] ;
  - l'ensemble des cônes utilise douze photopigments (contre trois pour l'œil humain, et quatre pour les oiseaux)[9] ;
  - chacun de ces photopigments analyse les couleurs dans une gamme différente de longueurs d'onde[1], y compris la lumière ultraviolette jusqu'à une longueur d'onde de 300 nm (en revanche ils ne semblent pas sensibles aux infrarouges).
- Enfin, cet animal peut facilement détecter la lumière fluorescente[10].

L'information visuelle provenant de la rétine semble être transformée en nombreux trains de signaux parallèles menant dans le système nerveux central, réduisant considérablement la complexité de l'analyse des signaux.

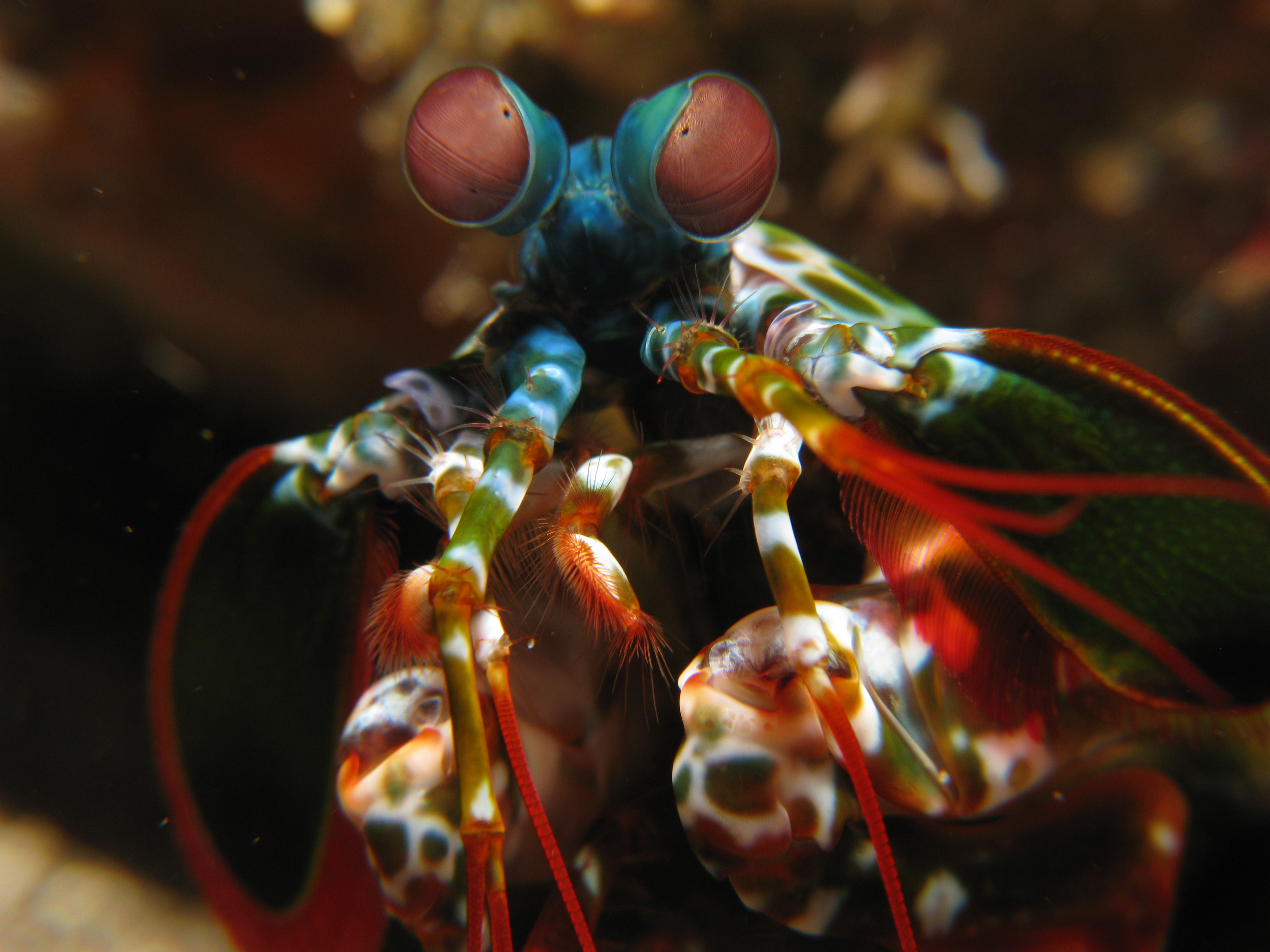
Les yeux d'une Squille multicolore.
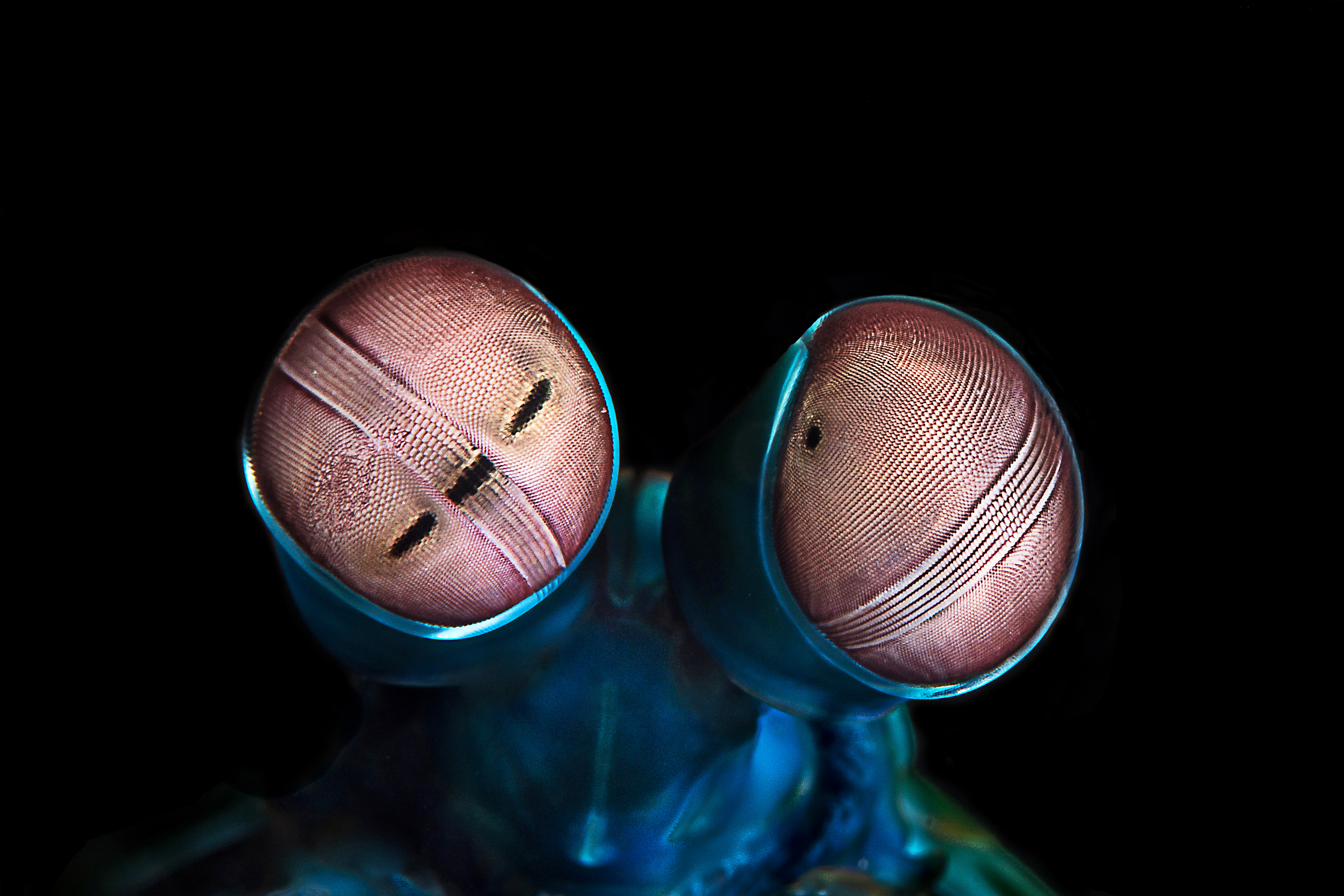
Gros-plan sur les yeux composés complexes d'une crevette-mante paon, avec les trois pupilles indépendantes et les différents filtres.
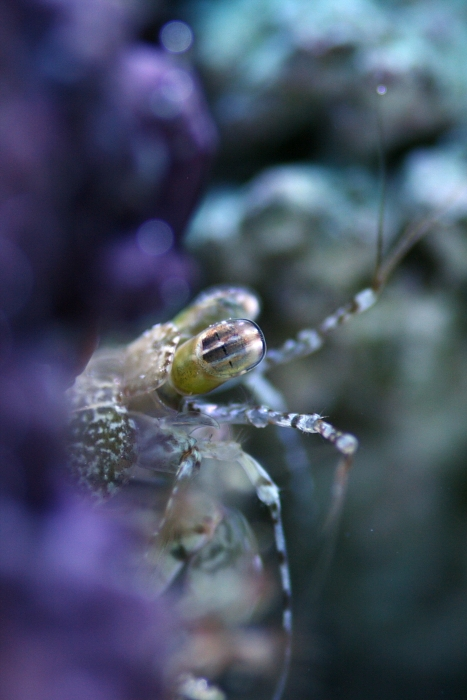
Pseudosquilla ciliata

### Frappe
Les espèces « frappeuses » comptent parmi les animaux les plus rapides du règne animal : leurs appendices ravisseurs atteignent la vitesse de 31 m/s (112 km/h). Leur frappe délivre une force résultante à près de 1 000 newtons en deux millièmes de seconde sur une surface très réduite, ce qui équivaut à une accélération proche de celle d'une balle de pistolet (10 400 g soit 104 000 m/s2),. Ces coups sont tellement rapides qu'ils provoquent des bulles de vapeur explosive (phénomène de cavitation), dont l'implosion provoque une seconde onde de choc, capable à elle seule d'assommer une proie qui aurait échappé au coup. Cette force de frappe permet aux mantes de mer de briser facilement les coquilles les plus dures et d'atteindre ainsi leur nourriture (bivalves, gastéropodes, arthropodes, etc.), mais aussi de se défendre contre d'éventuelles menaces. Il a été rapporté que ces animaux sont capables de briser des vitres d'aquarium ou des caissons d'appareil photo sous-marin.
Les mantes de mer sont protégées des effets destructeurs de leurs propres frappes par une zone interne de la massue, dite « structure de Bouligand », constituée de fibres de chitine torsadées et organisées en couches hélicoïdales et périodiques, qui filtrent sélectivement les ondes de choc à haute fréquence (dans la gamme des mégahertz). Cet effet, découvert en 2025, pourrait conduire à la conception de matériaux de protection bioinspirés,.

## Systématique
Il n'existe actuellement qu'un sous-ordre : Unipeltata Latreille, 1825, et 7 super-familles. Le sous-ordre des Archaestomatopodea est éteint. On compte 17 familles, et presque 500 espèces.
| Selon World Register of Marine Species (26 novembre 2013) : - Super-famille Bathysquilloidea Manning, 1967 - famille Bathysquillidae Manning, 1967 - famille Indosquillidae Manning, 1995 - Super-famille Erythrosquilloidea Manning & Bruce, 1984 - famille Erythrosquillidae Manning & Bruce, 1984 - Super-famille Eurysquilloidea Manning, 1977 - famille Eurysquillidae Manning, 1977 - Super-famille Gonodactyloidea Giesbrecht, 1910 - famille Alainosquillidae Moosa, 1991 - famille Gonodactylidae Giesbrecht, 1910 - famille Hemisquillidae Manning, 1980 - famille Odontodactylidae Manning, 1980 - famille Protosquillidae Manning, 1980 - famille Pseudosquillidae Manning, 1977 - famille Takuidae Manning, 1995 - Super-famille Lysiosquilloidea Giesbrecht, 1910 - famille Coronididae Manning, 1980 - famille Lysiosquillidae Giesbrecht, 1910 - famille Nannosquillidae Manning, 1980 - famille Tetrasquillidae - Super-famille Parasquilloidea Manning, 1995 - famille Parasquillidae Manning, 1995 - Super-famille Squilloidea Latreille, 1802 - famille Squillidae Latreille, 1802 | Selon ITIS (26 novembre 2013) : - Bathysquillidoidea - Bathysquillidae - Indosquillidae - Erythrosquilloidea - Erythrosquillidae - Gonodactyloidea - Alainosquillidae - Eurysquillidae - Gonodactylidae - Hemisquillidae - Odontodactylidae - Protosquillidae - Pseudosquillidae - Takuidae - Lysiosquilloidea - Coronididae - Heterosquillidae (classée aussi parmi les Tétrasquillidés) - Lysiosquillidae - Nannosquillidae - Tetrasquillidae - Squilloidea - Harposquillidae (classée aussi parmi les Squillidés) - Squillidae - -- incertaine -- - Parasquillidae - Sculdidae (éteinte) |

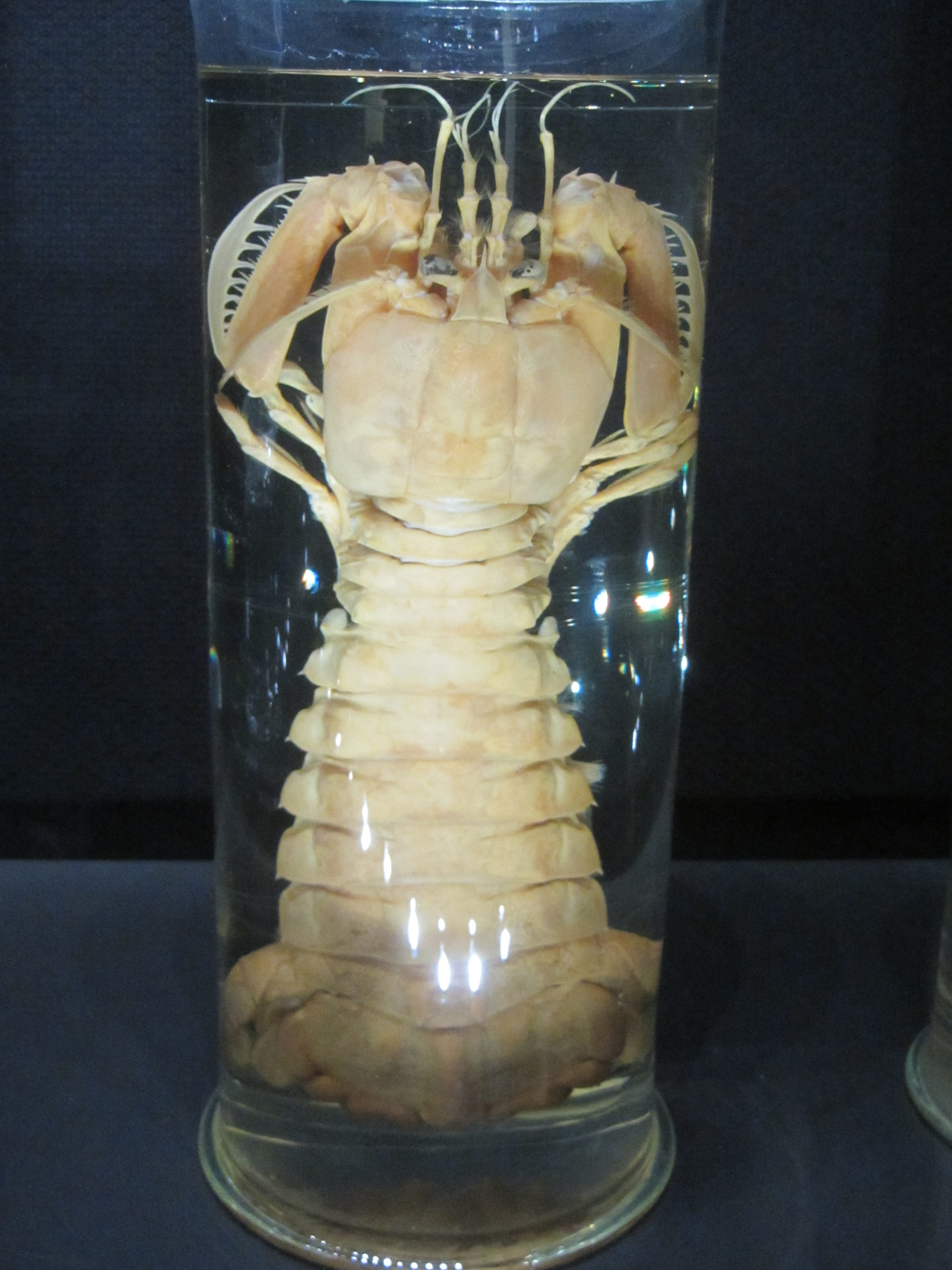
Bathysquilla crassispinosa (Bathysquillidae)
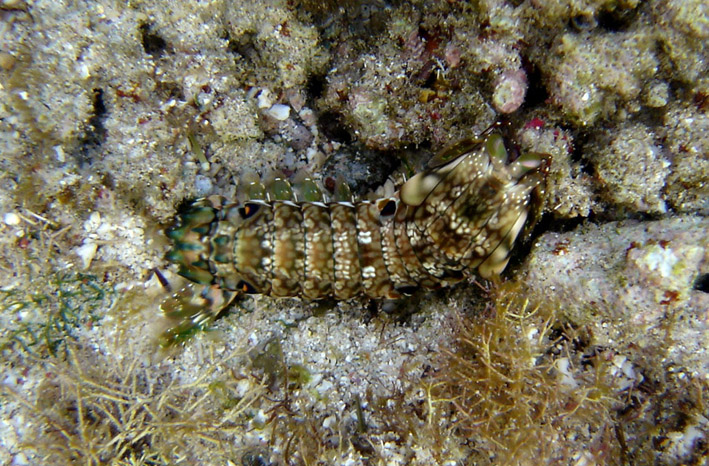
Gonodactylus platysoma (Gonodactylidae)
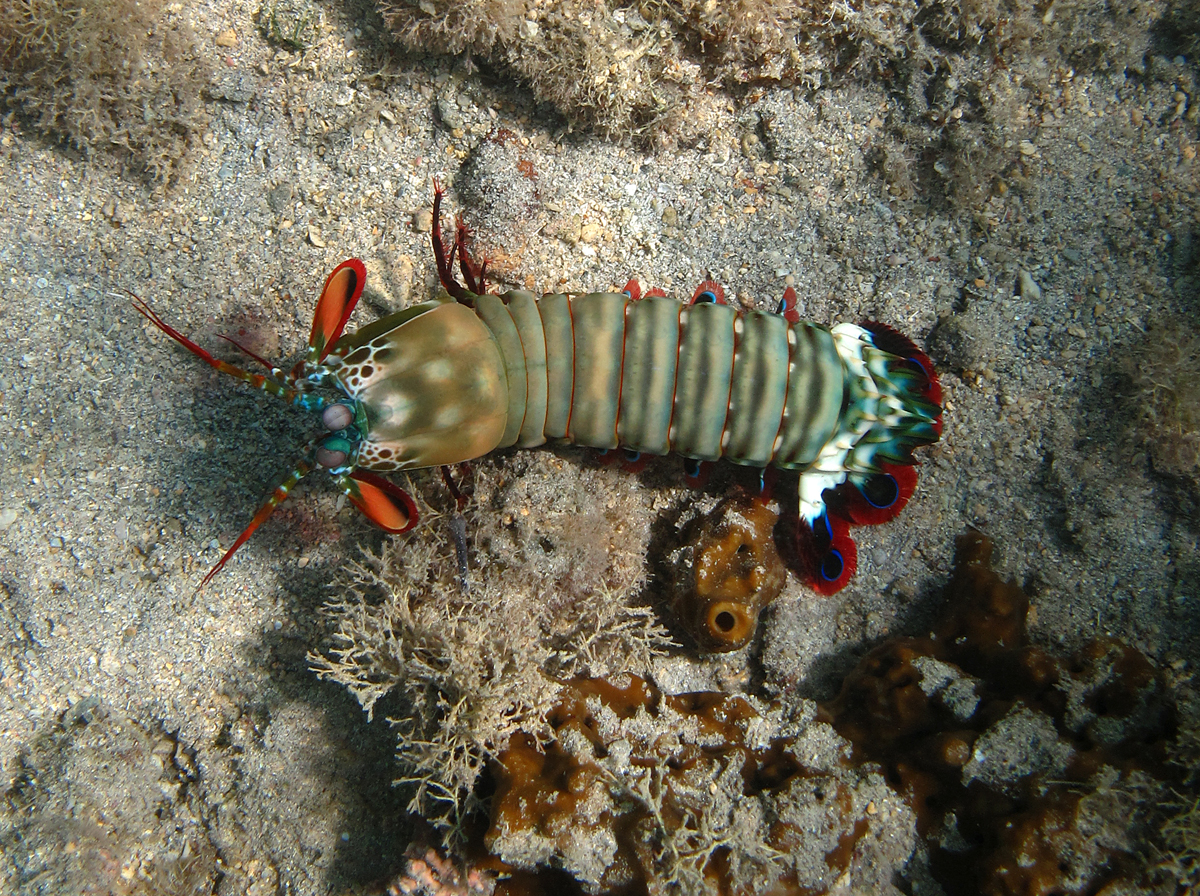
Odontodactylus scyllarus (Odontodactylidae)
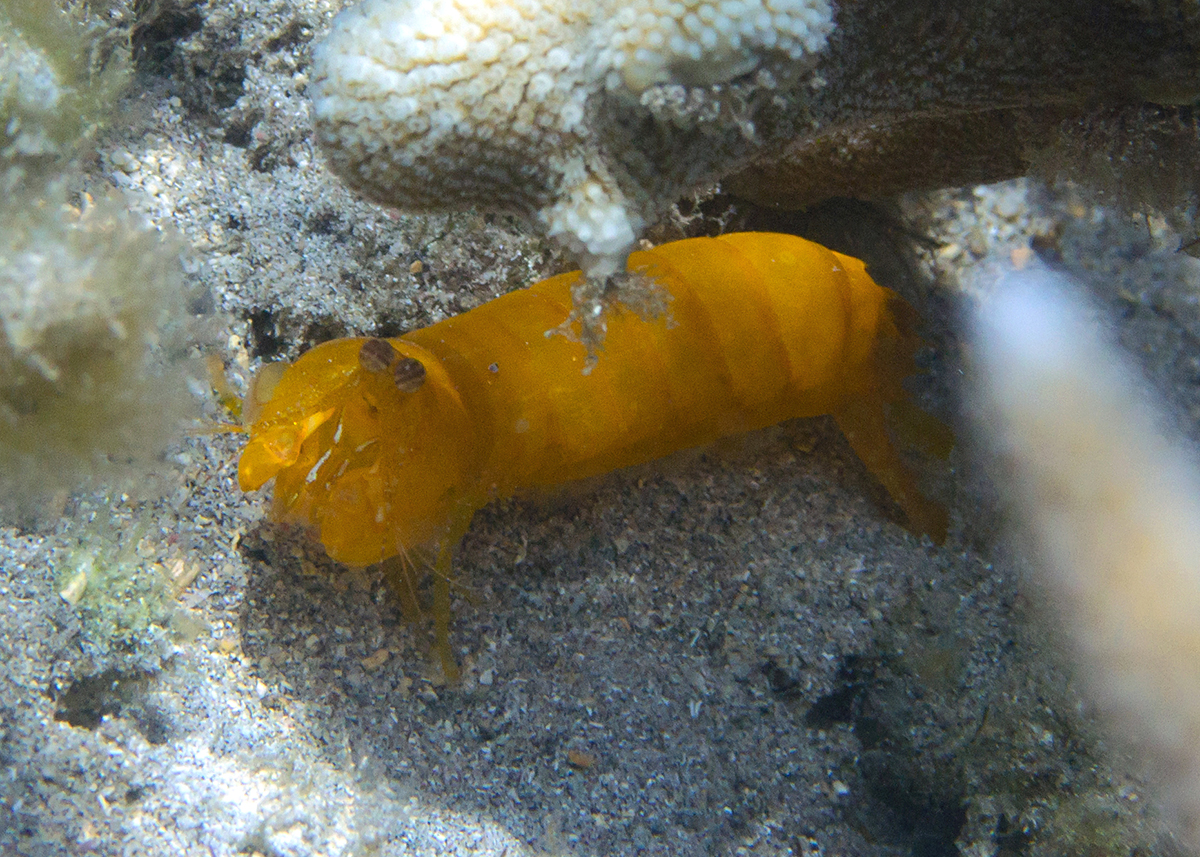
Pseudosquilla ciliata (Pseudosquillidae)
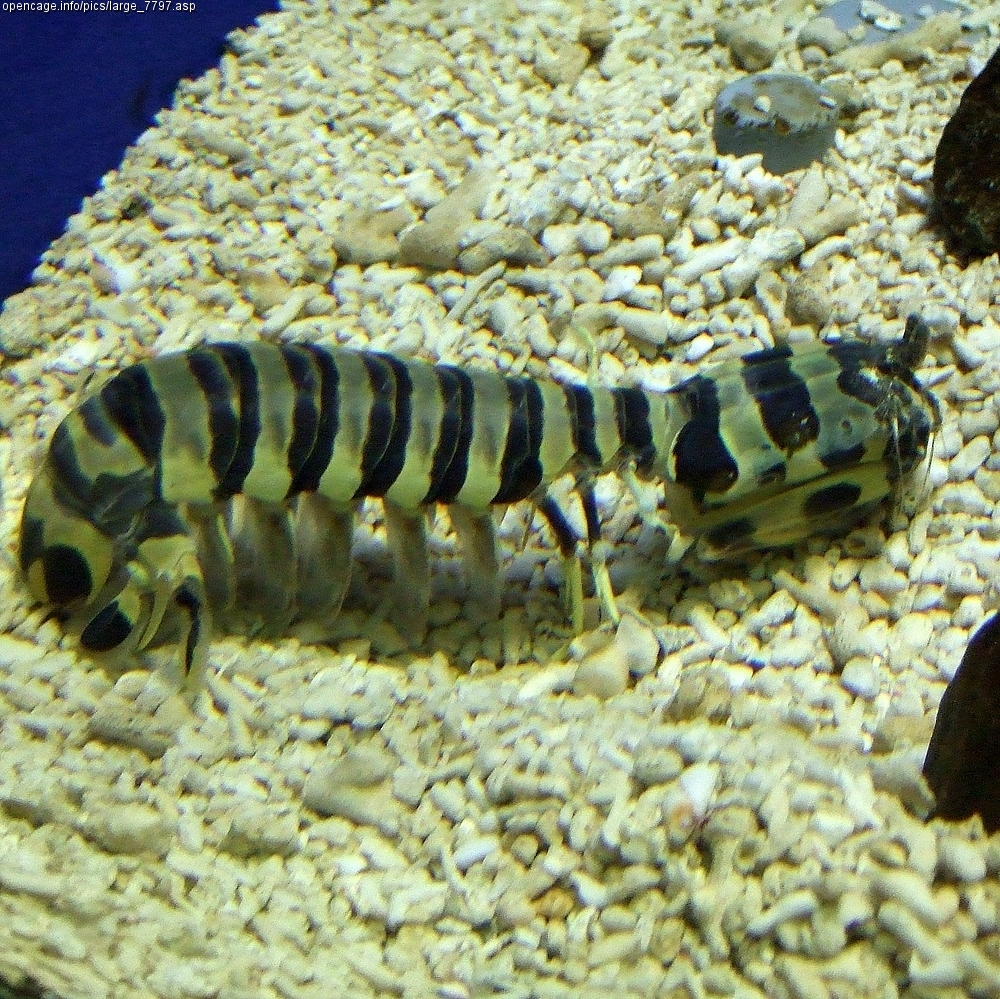
Lysiosquilla maculata (Lysiosquillidae)
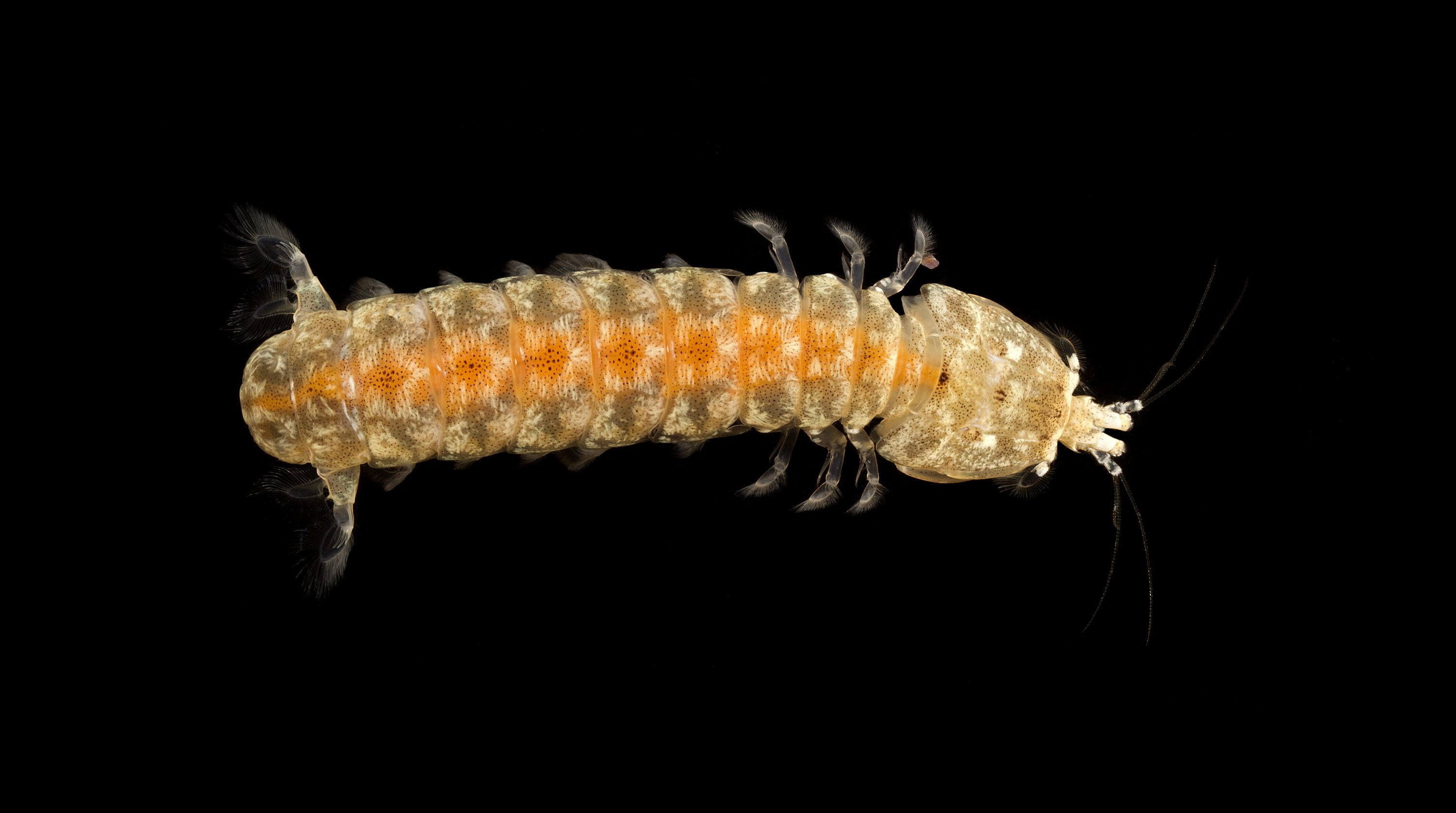
Hadrosquilla perpasta (Nannosquillidae)
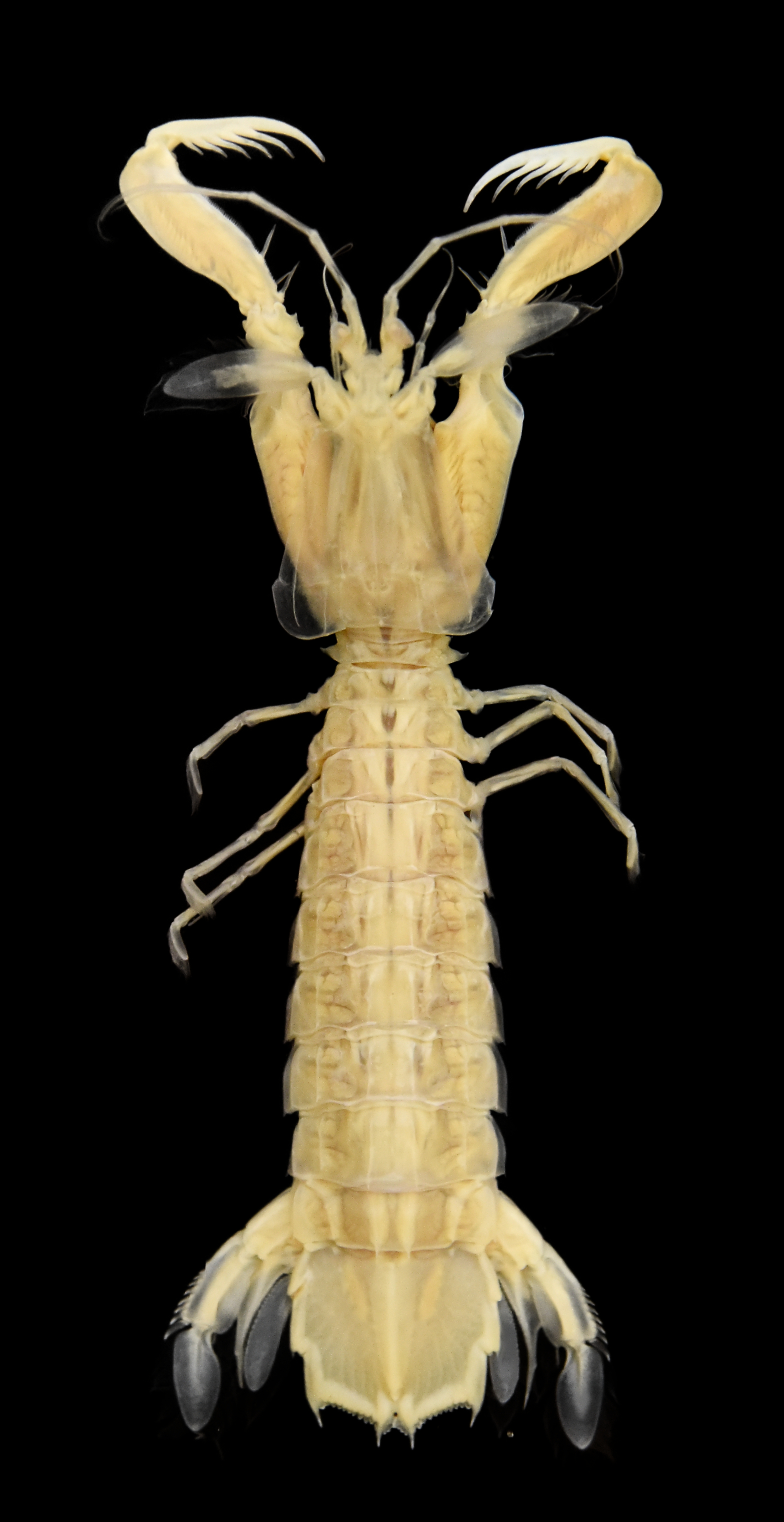
Squilla mantis (Squillidae)
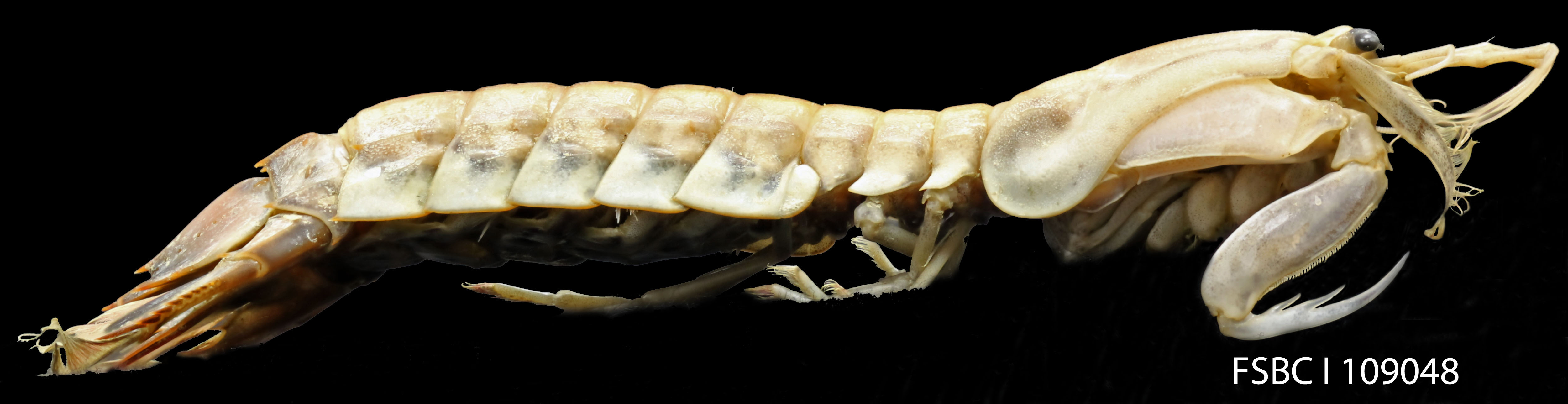
Parasquilla coccinea (Parasquillidae)

## Consommation

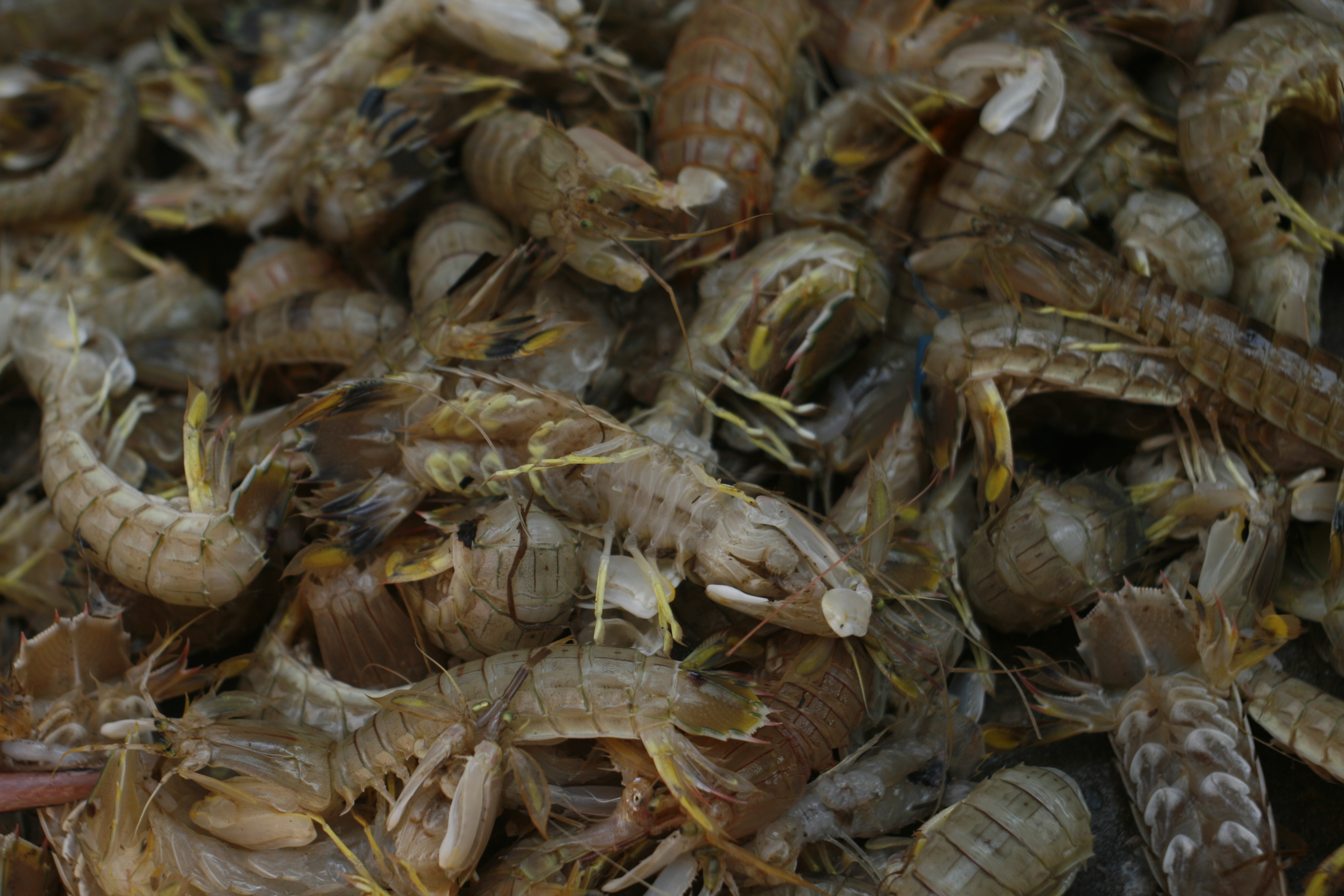
Squilles sur un marché au Vietnam.

Fréquentes dans l'Indo-Pacifique, les squilles font les délices des peuples austronésiens, qui prennent quelques risques pour la capturer ; les bouts des doigts amputés ou blessés sont fréquents[réf. nécessaire]. Un genre de la famille Squillidae (notamment l'espèce-type Squilla mantis Linnaeus, 1758) vit le long des côtes de Méditerranée et est consommé, notamment, dans l'Adriatique. Elle y est appelée « cigale de mer » (cicala di mare), mais les vraies cigales de mer sont en fait un groupe très différent. Au Japon, appelée shako (蝦蛄), la mante de mer est consommée crue en sashimi ou encore en sushi.

## Dans la culture

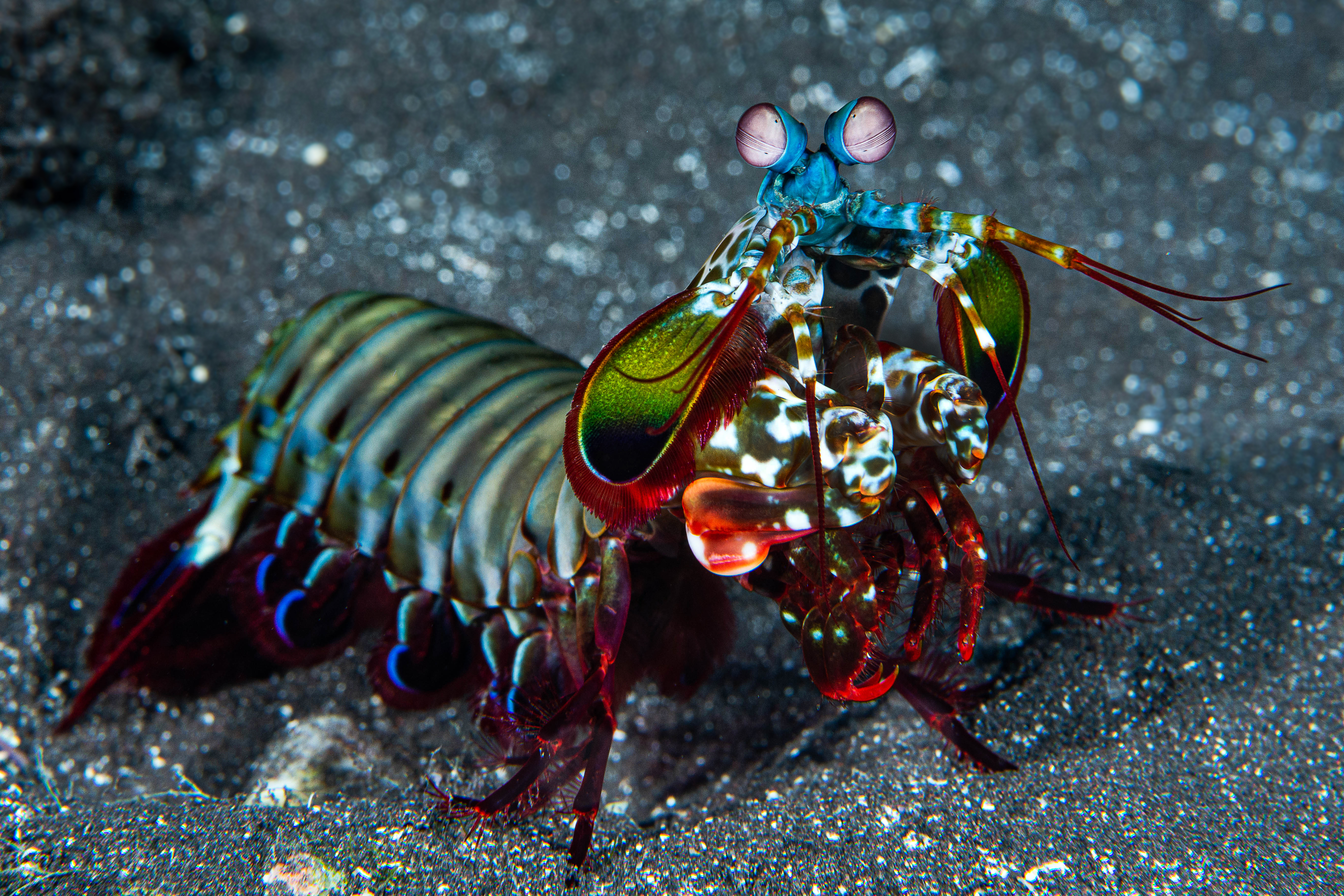
La squille multicolore Odontodactylus scyllarus est une espèce tropicale particulièrement célèbre, et très prisée des photographes comme des aquariophiles.

Dans le roman de science-fiction Fragment (en) de Warren Fahy, les squilles et leurs descendants sont des animaux terrestres qui dominent une île, dernier reste du continent Pannotia.
Dans le film Océans, une séquence met en scène le combat entre une Squilla mantis et un crabe (à partir de 35 min 26).
Dans le manga seinen Terra Formars et le dessin animé qui en est dérivé, un des personnages, Keiji Onizuka, boxeur à la vue très développée, a reçu de l'ADN de squille pour améliorer ses capacités avant son départ pour la planète Mars.
Dans le manga Dandadan, un extraterrestre, M. Crevette-Mante, est une sorte de squille géante ayant les mêmes capacités de frappe que la squille multicolore.